# İsmet Elçi
İsmet Elçi (* 2. März 1964 in Altınova in der türkischen Provinz Muş) ist ein deutsch-kurdischer Schriftsteller und Regisseur.

## Leben
İsmet Elçi stammt aus einer kurdischen Familie. 1979 kam er mit seinem Vater aus politischen Gründen nach Berlin. Er arbeitete in einer Textilfabrik und lernte auf einer Abendschule Deutsch. Daneben spielte er Theater und kleinere Filmrollen.
1986 entstanden sein erster eigener Kurzfilm und  kurz darauf das Spielfilmdebüt Kismet, Kismet, weitere folgten. Der Film Sinan ohne Land (1989) für das Zweite Deutsche Fernsehen wurde mit dem Civis-Medienpreis ausgezeichnet. Elçi ist auch als Regisseur von Videoclips und in der Werbung tätig. Neben seinen Arbeiten für Kino und Fernsehen veröffentlichte er mehrere Bände mit erzählerischen Werken zur Situation türkischer Migranten in Deutschland, die er z. T. auch selbst verfilmte (z. B. Cemile oder das Märchen von der Hoffnung, 1991/1995). Für seine literarische Tätigkeit wurde ihm 1993 der Förderpreis zum Adelbert-von-Chamisso-Preis verliehen.

## Literarische Werke
- Sinan ohne Land, Berlin 1988
- Gesetz des Schweigens, Berlin 1990
- Cemile oder das Märchen von der Hoffnung, Berlin 1991
- Die verwundeten Kinder des Zarathustra, Berlin 1997
- Der rosarote Fahrstuhl, Berlin 2007

## Regiearbeiten
- 1986: Kismet, Kismet
- 1992: Dügün – die Heirat
- 1996: Cemile oder Das Märchen von der Hoffnung

## Auszeichnungen
- Civis-Medienpreis 1989
- Adelbert-von-Chamisso-Förderpreis 1993